# Udo Arnold

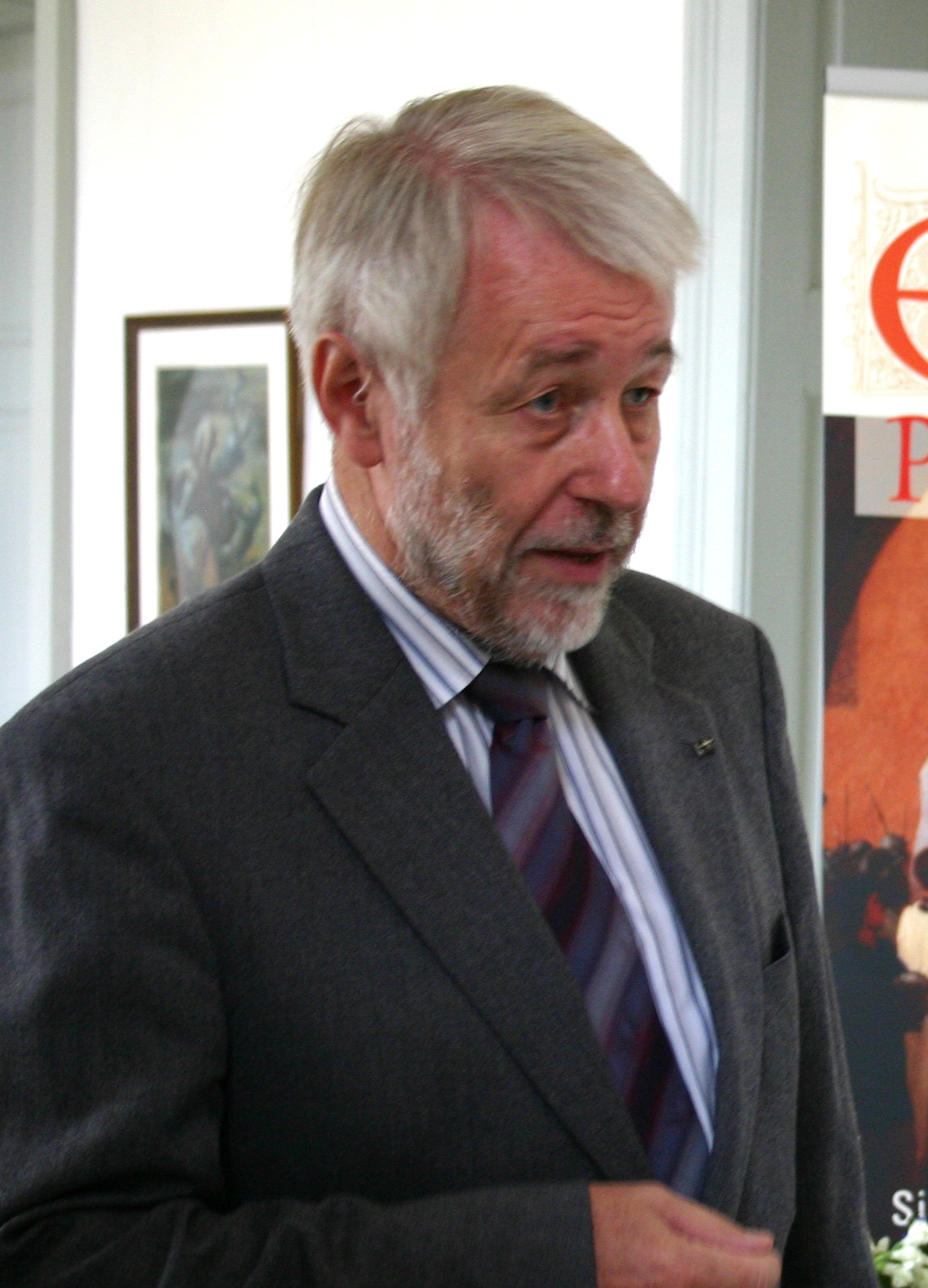
Udo Arnold

Udo Arnold (Leitmeritz, 6 september 1940) is een Duits geschiedkundige en hoogleraar.

## Biografie

### Algemeen
Na middelbare studies in het Oberbergische Land studeerde Arnold in Bonn o.a. geschiedenis en kunstgeschiedenis, Germanistiek, muziekwetenschap, filosofie, pedagogie en Recht. In 1967 promoveerde hij er in Middeleeuwse en Nieuwe Geschiedenis, Oost-Europese geschiedenis en muziekwetenschap.
Arnold is emeritus hoogleraar aan de Rheinische Friedrich-Wilhelms-Universität Bonn met als opdracht: middeleeuwse en nieuwe geschiedenis, vooral Oost-Duitse Landesgeschichte en geschiedenisdidactiek. Arnold is eveneens lid van de Historische Kommission fur ost- und westpreussische landesforschung.

### Duitse Orde
Sedert 45 jaar legt de hij zich toe op de studie van de geschiedenis van de Duitse Orde. In 1968 en 1969 was hij directeur van het DOZA (Centraal Archief Duitse Orde te Wenen). De wetenschapper is voorzitter van de Internationale Historische Kommission zur Erforschung des Deutschen Ordens.
Zijn onderzoek richt zich voornamelijk op de thematiek van de Duitse Orde vanaf haar ontstaan in 1189 tot na de Eerste Wereldoorlog, toen na de val van het Duitse Keizerrijk haar politieke betekenis verviel en ze zich toelegde op haar charitatieve kerntaken. Arnold was eindredacteur van de Quellen und Studien zur Geschichte des Deutschen Ordens.
Arnold stelde zijn kennis en expertise ter zake ter beschikking voor de uitbouw van de historische werking van de landcommanderij van Alden Biesen. Hij is tevens lid van het Historisch Studiecentrum Alden Biesen. Omwille van zijn belangrijke bijdrage aan dit centrum droeg men het 10e deel in de reeks Bijdragen tot de geschiedenis van de Duitse Orde van de Balije Biesen op aan professor Arnold met als bijschrift: Opstellen und Aufsätze zu Ehren von Prof. Dr. Dr. h.c. Udo Arnold.
Onder Arnolds impuls kwamen de volgende tentoonstellingen rond de Duitse Orde tot stand:
- 800 Jahre Deutscher Orden. Neurenberg 1990
- Kreuz und Schwert. Der Deutsche Orden in Südwestdeutschland, im Elsaß und in der Schweiz. Mainau 1991
- Ridders en priesters. Acht eeuwen Duitse Orde in Noordwest-Europa. Alden Biesen 1992
- Der Deutsche Orden im Bonner Raum. Bonn 2000

### Onderscheidingen
- Großes Verdienstkreuz des Deutschen Ordens (1975)
- Westpreußischer Kulturpreis (1989)
- Verdienstenmedaille van de Nicolaus-Copernicus-Universität, Thorn/Polen (1991)
- Officier in de Leopoldsorde, België (1994)
- Eredoctoraat aan de Universiteit van Saratov, Rusland (1999)
- Ridderkruis van de Republiek Polen (2008)
- Bundesverdienstkreuz van de Duitse Bondsrepubliek (2010)